# Liste der Wappen in Niedersachsen
Diese Liste zeigt die Wappen der Landkreise Niedersachsens. Das Land Niedersachsen ist unterteilt in einen Kommunalverband besonderer Art, die Region Hannover, 37 Landkreise und 8 kreisfreie Städte. Die Wappen der Städte, Samtgemeinden, Gemeinden und Ortsteile werden landkreisweise erfasst und können über die Navigationsleiste unten aufgerufen werden.

## Land Niedersachsen
| Land          | Wappen                          | Kommentare |
| ------------- | ------------------------------- | --- |
| Niedersachsen | Wappen des Landes Niedersachsen | Eingeführt durch Beschluss des Niedersächsischen Landtags am 3. April 1951, verankert im Artikel 2 der Vorläufigen Niedersächsischen Verfassung vom 13. April 1951, bestätigt wiederum in der am 1. Juni 1993 in Kraft getretenen Niedersächsischen Verfassung: „Das Land führt als Landeswappen einen Halbrundschild mit einem springenden weißen Ross (Wappentier) im roten Feld gemäß der Anlage 1.“ |

## Region Hannover
| Region   | Wappen                     | Kommentare |
| -------- | -------------------------- | --- |
| Hannover | Wappen der Region Hannover | Wappen und Flagge vom Regionsausschuss Hannover angenommen am 19.März 2002, genehmigt durch den Niedersächsischen Minister des Innern am ????: „Im roten Schild oben ein nach rechtsgewendeter, schreitender goldener Löwe, unten ein mit der Spitze nach unten gekehrtes silbernes Kleeblatt mit roten Blattrippen.“ |

## Landkreise
| Landkreis           | Wappen                                     | Kommentare |
| ------------------- | ------------------------------------------ | --- |
| Ammerland           | Wappen des Landkreises Ammerland           | Genehmigt durch die Bezirksregierung Weser-Ems am 3. Juli 1978: „Geviert: 1) in Gold zwei rote Balken 2) in Blau ein goldenes Ankerkreuz 3) in Blau ein goldener Eichenzweig 4) in Gold zwei rote Zickzackbalken.“ |
| Aurich              | Wappen des Landkreises Aurich              | Genehmigt durch die Bezirksregierung Weser-Ems am 13. September 1978: „Das Wappen des Landkreises zeigt von blau und rot gespalten, einen goldenen Jungfrauenadler mit goldener Krone, begleitet oben von zwei goldenen sechszackigen Sporenrädern, unten von zwei goldenen Eicheln.“ |
| Celle               | Wappen des Landkreises Celle               | Genehmigt durch das Preußische Staatsministerium am 24. August 1928: „In Gold ein rot gezungter blauer Löwe, zwischen dessen Vorderpranken ein rotes Herz schwebt.“ |
| Cloppenburg         | Wappen des Landkreises Cloppenburg         | Im alten Amt Cloppenburg bis 1838 als Siegel gebräuchlich, erneut vom Kreistag angenommen am 10. Juli 1958 und genehmigt durch den Niedersächsischen Minister des Innern am 3. September 1959: „Geviert; 1 in Gold zwei rote Balken; 2 in Blau ein goldenes Nageslspitzkreuz; 3 in Silber drei, zwei zu eins gestellte rote Seeblätter; 4 in Gold ein roter Balken.“ |
| Cuxhaven            | Wappen des Landkreises Cuxhaven            | Genehmigt durch den Regierungspräsidenten in Lüneburg am 11. Juni 1979: „Das Wappen des Landkreises Cuxhaven zeigt in Gold über von Rot und Silber wellenförmig geteiltem Schildfuß den Heiligen Bischof Nikolaus, in grünem, silbergerändertem Ornat, mit silbernen Schuhen und silbernem Krummstab, dessen Krümme in einer grünen vierblättrigen Rose endet, die rechte Hand zum Segen erhoben, mit silbernen Haaren und natürlicher Fleischfarbe.“ |
| Diepholz            | Wappen des Landkreises Diepholz            | Genehmigt durch den Regierungspräsidenten in Hannover am 25. Juli 1979: „In Gold zwei rot bewehrte, abwendig gekehrte schwarze Bärentatzen, unten miteinander durch schwarzes Brustfell verbunden; darin ein aufgerichteter, blau bewehrter und blau bezungter roter Löwe.“ |
| Emsland             | Wappen des Landkreises Emsland             | Wappen und Flagge vom Kreistag angenommen am 14. September 1981, genehmigt am 27. Januar 1982: „Zweifach geteilt, unten im Wellenschnitt: oben in Rot ein silbernes Hünengrab, in der Mitte in Gold drei rote Mispelblüten mit goldenen Butzen nebeneinander, unten in Blau ein goldener Anker.“ Zum 1. August 1977 wurde der Landkreis Emsland aus den Landkreisen Aschendorf-Hümmling, Meppen und Teilen des Landkreises Lingen gebildet. |
| Friesland           | Wappen des Landkreises Friesland           | Genehmigt durch den Niedersächsischen Minister des Innern am 26. April 1962: „In Blau ein rot bewehrter goldener Löwe, begleitet oben von je einem silbernen Ankerkreuz.“ |
| Gifhorn             | Wappen des Landkreises Gifhorn             | Genehmigt durch das Preußische Staatsministerium am 29. April 1929: „In mit roten Herzen bestreutem goldenem Feld ein rot bewehrter blauer Löwe, der in den Vorderpranken ein silbernes Horn mit dem Mundstück nach rechts unten hält.“ |
| Goslar              | Wappen des Landkreises Goslar              | Genehmigt durch das Preußische Staatsministerium am 8. August 1938: „Gespalten von Gold und Rot; vorne ein halber, rot bewehrter schwarzer Adler am Spalt; hinten ein linksgewendeter, golden bewehrter und blau bezungter silberner Löwe.“ |
| Göttingen           | Wappen des Landkreises Göttingen           | Wappen und Flagge vom Kreistag beschlossen am 22. Februar 2017, in Kraft seit dem 1. Juni 2017: „Unter rotem Schildhaupt, darin ein schreitender, blau bewehrter Löwe, in Gold, durch einen roten Maueranker verbunden, oben ein roter Schild mit silbernem Göpel, unten ein silbern unterlegtes, sechsspeichiges rotes Rad.“ |
| Grafschaft Bentheim | Wappen des Landkreises Grafschaft Bentheim | Genehmigt durch den Niedersächsischen Minister des Innern am 20. Mai 1950: „In Rot siebzehn ganze und zwei halbe kugelförmige goldene Schildbeschläge in sechs Reihen.“ |
| Hameln-Pyrmont      | Wappen des Landkreises Hameln-Pyrmont      | Genehmigt durch das Preußische Staatsministerium am 30. Oktober 1929: „In Blau ein rot gekrönter und rot gezungter silberner silberner Löwe, der in den Vorderpranken ein rotes Ankerkreuz “ |
| Harburg             | Wappen des Landkreises Harburg             | Genehmigt durch das Preußische Staatsministerium am 3. April 1928: „In mit roten Herzen bestreutem goldenem Feld ein rot bewehrter blauer Löwe, der in den Vorderpranken einen aufrechten silbernen Schlüssel hält.“ |
| Heidekreis          | Wappen des Landkreises Heidekreis          | Genehmigt dem damaligen Landkreis Soltau-Fallingbostel am 2. April 1979, der am 31. Juli 2011 in Landkreis Heidekreis umbenannt wurde: „Von Blau und Gold geteilt: oben ein schreitender, rot bewehrter blauer Löwe; unten auf niedrigem goldenen Schildfuß ein goldenes Megalithgrab aus einer Deckplatte auf zwei Lagern.“ |
| Helmstedt           | Wappen des Landkreises Helmstedt           | Genehmigt durch den Niedersächsischen Minister des Innern am 9. Juli 1952: „Geteilt von Blau über Gold; oben ein springendes silbernes Roß, unten ein schräg gekreuztes schwarzes Gezäh, dazwischen eine aufrechte grüne Ähre.“ |
| Hildesheim          | Wappen des Landkreises Hildesheim          | Genehmigt durch den Regierungspräsidenten in Hannover am 1. August 1979: „Das Wappen des Landkreises Hildesheim zeigt in gold/rot durch erhöhten Zinnenschnitt geteilt, oben einen wachsenden rot gekrönten und bewehrten schwarzen Adler, unten ein goldenes Geweih des Zwölfender-Kronenhirsches auf der Herzstelle eine silbern bebutzte goldene Rose.“ |
| Holzminden          | Wappen des Landkreises Holzminden          | Genehmigt durch den Niedersächsischen Minister des Innern am 24. Juli 1950: „Auf blauem Grunde über silbernem Querbach nach heraldisch rechts grimmender silberner (Everstein’scher) Löwe, goldbewehrt und gekrönt, rot bezungt.“ |
| Leer                | Wappen des Landkreises Leer                | Genehmigt durch den Niedersächsischen Minister des Innern am 12. August 1952: „In Blau ein golden bewehrter, rot bezungter silberner Löwe, der als Halsband eine gestürzte goldene Krone trägt.“ Als Oberwappen eine Ährenkrone mit sechs goldenen Ähren und einem vierblättrigen goldenen Kleeblatt in der Mitte. |
| Lüchow-Dannenberg   | Wappen des Landkreises …                   | Genehmigt durch das Preußische Staatsministerium am 24. Juli 1935: „Gespalten von Silber und Rot; vorne auf schwarzem Berg eine gürne Tanne mit goldenem Stamm und Wurzelwerk; hinten drei, zwei zu eins gestellte goldene Rauten.“ Zum 1. Oktober 1932 wurden die beiden 1885 gebildeten preußischen Landkreise Dannenberg und Lüchow zum neugebildeten Landkreis Dannenberg zusammengeschlossen, der 1951 in Landkreis Lüchow-Dannenberg umbenannt wurde. |
| Lüneburg            | Wappen des Landkreises Lüneburg            | Genehmigt durch das Preußische Staatsministerium am 15. Januar 1927: „Gespalten von Blau und Gold; vorne ein rot bewehrter goldener Löwe, hinten übereinander drei rote Herzen.“ |
| Nienburg/Weser      | Wappen des Landkreises …                   | Genehmigt durch das Preußische Staatsministerium am 25. Februar 1935: „Unter rotem Schildhaupt, datin zwei schräg gekreuzte silberne Giebelbretter mit Pferdeköpfen, gespalten von Gold und Blau; vorne eine aufrechte rot bewehrte schwarze Bärentatze, hinten ein aufrechtes silbernes Büffelhorn.“ |
| Northeim            | Wappen des Landkreises Northeim            | Genehmigt durch den Niedersächsischen Minister des Innern am 22. Juli 1978: „Über von Gold und Blau gespaltenem Schildfuß gespalten von Blau und Gold mit zwei zugewendeten, rot bewehrten Löwen in verwechselten Farben.“ |
| Oldenburg           | Wappen des Landkreises Oldenburg           | Genehmigt durch Oldenburgische Staatsministerium am 25. April 1934. Seit 1946 hatte der Landkreis wegen der Tradition das Wappen des damals mit Niedersachsen vereinigten Freistaats Oldenburg fortgeführt. Zusammen mit der Hauptsatzung genehmigte der Präsident des Verwaltungsbezirks Oldenburg 1965 das zuvor 1934 verliehene Wappen: „Geteilt und oben von Gold und Blau gespalten; vorne zwei rote Balken, hinten ein eingekerbtes goldenes Steckkreuz, unten in Gold drei, zwei zu eins gestellte rote heraldische Rosen mit goldenen Butzen und grünen Kelchblättern.“ |
| Osnabrück           | Wappen des Landkreises Osnabrück           | Ohne offizielle Verleihung angenommen vom Kreistag am 17. Juli 1947: „In Gold auf einem mit Silber unterlegten sechsspeichigen schwarzen Rad stehend ein Roter Turm mit drei Fenstern und blauem Zeltdach.“ |
| Osterholz           | Wappen des Landkreises Osterholz           | Genehmigt durch das Preußische Staatsministerium am 25. April 1936: „Auf gewelltem blauen Schildfuß, darin ein waagrechter silberner Schlüssel mit dem Bart nach oben in Silber ein schwarzer Torfkahn mit schwarzem Segel.“ |
| Peine               | Wappen des Landkreises Peine               | Genehmigt durch den Niedersächsischen Minister des Innern am 18. November 1958: „In Gold zwei aufrechte, abgewendete, schwarz bezungte rote Wölfe.“ |
| Rotenburg (Wümme)   | Wappen des Landkreises Rotenburg (Wümme)   | Genehmigt durch den Regierungspräsidenten in Lüneburg am 31. Mai 1979: „Geteilt durch einen schwarzen Balken: oben in Silber ein golden gekrönter, blau bewehrter und bezungter roter Löwe, der in der rechten Vorderpranke ein schwarzes Nagelspitzkreuz hält; unten von Silber und Blau geviert und mit einem roten über einem silbernen gekreuzten Schlüssel, beide Bärte nach oben und außen, belegt.“ |
| Schaumburg          | Wappen des Landkreises Schaumburg          | Genehmigt am 15. Januar 1979: „In rotem Feld mit blauem Saum ein silbernes Nesselblatt.“ |
| Stade               | Wappen des Landkreises Stade               | Angenommen vom Kreistag Stade im April 1964: „Über silbernem Schildfuß, darin ein springendes silbernes Pferd, gespalten von Gold und Blau; vorne ein schwarzer Zinnenturm, hinten ein aufrechter silberner Schlüssel.“ |
| Uelzen              | Wappen des Landkreises Uelzen              | Genehmigt durch den Niedersächsischen Minister des Innern am 31. März 1948: „Unter rotem Schildhaupt, darin nebeneinander drei silberne Tatzenkreuze, in mit zehn roten Herzen bestreutem silbernen Feld ein rot bewehrter blauer Löwe.“ |
| Vechta              | Wappen des Landkreises Vechta              | Genehmigt durch den Niedersächsischen Minister des Innern am 27. Dezember 1955: „Geteilt und oben gespalten von Gold und Rot; vorne zwei rote Balken, hinten drei silberne Sparren; unten in Rot drei, zwei zu eins gestellte goldene Wolfsangeln.“ |
| Verden              | Wappen des Landkreises Verden              | Genehmigt durch den Niedersächsischen Minister des Innern am 14. August 1948: „In Blau ein goldener Wellenbalken; darüber ein silbernes springendes Roß, unten nebeneinander drei goldene Ähren, die beiden äußeren je mit einem goldenen Blatt.“ |
| Wesermarsch         | Wappen des Landkreises Wesermarsch         | Genehmigt durch den Niedersächsischen Minister des Innern am 2. Februar 1953: „Gespalten und hinten geteilt: vorne in Gold zwei rote Balken; hinten oben in Silber über schwarzen Wellen eine grüne Dreimastkogge mit silbernen Wimpeln, unten in Grün der silbern gekleidete Rüstringer Friese mit Speer und Rundschild.“ |
| Wittmund            | Wappen des Landkreises Wittmund            | Genehmigt durch den Niedersächsischen Minister des Innern am 1. Oktober 1951: „In Blau eine goldene Dreimastkogge mit goldenen Wimpeln; auf den Segeln ein wachsender schwarzer Bär, zwei gekreuzte schwarze Geißeln und ein rot bewehrter schwarzer Doppeladler.“ |
| Wolfenbüttel        | Wappen des Landkreises Wolfenbüttel        | Genehmigt durch den Niedersächsischen Minister des Innern am 8. Januar 1954: „Geteilt von Blau und Gold; oben ein schreitender, rot bewehrter goldener Löwe; unten nebeneinander fünf grüne Ähren in fächerförmiger Anordnung.“ |

## Ehemalige Landkreise und historische Wappen
| Landkreis                      | Wappen                                         | Kommentare |
| ------------------------------ | ---------------------------------------------- | --- |
| Alfeld (Leine)                 | Wappen des Landkreises …                       | Genehmigt durch das Preußische Staatsministerium am 9. März 1935: „In Rot ein springender golden bewehrter silberner Hirsch“ Zum 1. August 1977 wurde der Landkreis Alfeld (Leine ) aufgelöst. |
| Aschendorf-Hümmling 1932–1966  | Wappen des Landkreises Aschendorf-Hümmling     | Genehmigt durch das Preußische Staatsministerium am 15. Oktober 1935: „Geteilt von Silber und Rot; oben ein schwarzes Hünengrab, unten ein schräglinker silberner Wellenbalken.“ Zum 1. August 1977 wurden die Landkreise Aschendorf-Hümmling, Meppen und Lingen zum neugebildeten Landkreis Emsland zusammengeschlossen. |
| Aschendorf-Hümmling 1966–1977  | Wappen des Landkreises Aschendorf-Hümmling     | Genehmigt durch den Regierungspräsidenten in Osnabrück 1966: „Geteilt von Silber und Rot; oben ein schwarzes Hünengrab, unten ein silberner Wellebalken.“ Zum 1. August 1977 wurden die Landkreise Aschendorf-Hümmling, Meppen und Lingen zum neugebildeten Landkreis Emsland zusammengeschlossen. |
| Aurich (Ostfriesland) bis 1977 | Wappen des Landkreises Aurich                  | Genehmigt durch den niedersächsischen Minister des Inneren am 27. Mai 1950: „In Rot auf goldenem Hügel eine beweurzelte goldene Eichemit Blättern und Eicheln.“ Zum 1. August 1977 wurden die bisherigen Landkreise Aurich (Ostfriesland) und Norden zum neugebildeten Landkreis Aurich zusammengeschlossen. |
| Bersenbrück bis 1972           | Wappen des Landkreises Melle                   | Genehmigt durch den niedersächsischen Minister des Inneren am 22.&Mai;November 1951: „In Silber ein rotes Torhaus, dessen spitzbedachter Mittelbau über dem Torbogen mit einem silbernen Schildchen belget ist, darin ein sechsspeichiges rotes Rad.“ Zum 1. Juli 1972 wurde der Landkreis Bersenbrück mit den Landkreisen Melle, Osnabrück und Wittlage zum neugebildeten Landkreis Osnabrück zusammengeschlossen. |
| Blankenburg 1945–1972          | Wappen des Landkreises Blankenburg             | Genehmigt durch den Niedersächsischen Minister des Innern am 25. Juni 1956: „In Silber über grünem Dreiberg eine gebogene schwarze Hirschstange.“ Der niedersächsische Landkreis Blankenburg wurde zum 1. Juli 1972 aufgelöst, seine Gemeinden zwischen den Landkreisen Goslar und Osterode am Harz aufgeteilt. |
| Braunschweig bis 1974          | Wappen des Landkreises Braunschweig            | Genehmigt durch den niedersächsischen Minister des Inneren am 27. April 1951: „In Blau ein steigender silbern bewehrter goldener Löwe.“ Zum 1. März 1974 wurde der Landkreis Braunschweig aufgelöst. Rechtsnachfolgerin wurde die Stadt Braunschweig. |
| Bremervörde bis 1977           | Wappen des Landkreises Bremervörde             | Genehmigt durch das Preußische Staatsministerium am 23. Februar 1938: „Geteilt; oben in Rot ein springendes silbernes Roß; unten geviert von Silber und Blau, belegt mit zwei schräggekreuzten Schlüsseln, von denen der rote auf den silbernen und der silberne auf den blauen Vierteln liegt.“ Zum 1. August 1977 wurden die beiden Landkreise Bremervörde und Rotenburg (Wümme) zum neugebildeten Landkreis Rotenburg (Wümme) zusammengeschlossen. |
| Burgdorf bis 1974              |                                                | Genehmigt durch das Preußische Staatsministerium am 25. Februar 1937: „Schräg geteilt von Silber und Schwarz; oben ein rot gezungter schwarzer Wolfskop, unten eine schärg liegende silberne Wolfsangel.“ Zum 1. März 1974 wurde der Landkreis Burgdorf aufgelöst und mit den bisherigen Landkreisen Hannover, Neustadt am Rübenberge und Springe zum neugebildeten Landkreis Hannover zusammengeschlossen. |
| Dannenberg bis 1932            | Wappen des Landkreises Dannenberg              | Genehmigt durch das Preußische Staatsministerium 1928: Zum 1. Oktober 1932 wurden die beiden 1885 gebildeten preußischen Landkreise Dannenberg und Lüchow zum neugebildeten Landkreis Dannenberg zusammengeschlossen, der 1951 in Landkreis Lüchow-Dannenberg umbenannt wurde. |
| Duderstadt bis 1973            | Wappen des Landkreises Duderstadt              | Genehmigt durch den niedersächsischen Minister des Inneren am 27. Mai 1950: „Geteilt von Rot und Silber; oben ein springendes silbernes Roß, unten ein sechsspeichiges rotes Rad, begleitet von je einem grünen Tabakblatt.“ Zum 1. Januar 1973 wurde der Landkreis Duderstadt mit den Landkreisen Göttingen und Münden zum neu gebildeten Landkreis Göttingen zusammengefasst. |
| Einbeck bis 1973               | Wappen des Landkreises Einbeck                 | Genehmigt durch den niedersächsischen Minister des Inneren am 27. Dezember 1950: „Über gekürzter, eingeschweifter und von Gold und Rot gespaltener Spitze gepalten von Rot und Blau; vorne ein blau bewehrter goldener Löwe; hinten ein silbernes Hirschgewih mit Grind, dazwischen fünf silber Kugeln.“ Zum 1. Januar 1973 wurden die Landkreise Einbeck und Northeim zum neu gebildeten Landkreis Northeim zusammengefasst. |
| Fallingbostel bis 1977         | Wappen des Landkreises Fallingbostel           | Genehmigt durch das Preußische Staatsministerium am 13. August 1928: „Geteilt von Silber und Grün; oben ein aus drei schwarzen Steinplatten geformtes Hünengrab.“ Zum 1. August 1977 wurden die beiden Landkreise Soltau und Fallingbostel zum neugebildeten Landkreis Soltau-Fallingbostel zusammengeschlossen, der zum 1. August 2011 in Landkreis Heidekreis umbenannt wurde. |
| Gandersheim bis 1960           | Wappen des Landkreises Gandersheim (1946–1960) | Genehmigt durch die britische Militärregierung 1946: „Gespalten von Rot und Schwarz; vorne ein linksgewendetes springendes silbernes Pferd; hinten vier goldene Schrägbalken.“ |
| Gandersheim 1960–1977          | Wappen des Landkreises Gandersheim             | Genehmigt durch den Niedersächsischen Minister des Innern am 11. Januar 1960: „Gespalten von Schwarz und Gold, belegt mit zwei herschauenden rot bewehrten Löwen in verwechsleten Farben.“ Der Landkreis Gandersheim wurde zum 1. August 1977 aufgelöst, seine Gemeinden zwischen den Landkreisen Goslar und Northeim aufgeteilt. |
| Göttingen bis 1972             | Wappen des Landkreises Göttingen               | Genehmigt durch das preußische Staatsministerium am 25. Oktober 1935: „Geteilt von Rot und Gold; oben ein schreitender goldener Löwe, unten ein roter Maueranker.“ |
| Göttingen 1973–2017            | Wappen des Landkreises Göttingen               | Genehmigt am 8. November 1973: „Unter rotem Schildhaupt, darin ein schreitender goldener blaubewehrter Löwe, in Gold durch einen Maueranker verbunden, oben ein roter Schild mit silbernem Göpel, unten ein silbern unterlegtes sechspeichiges rotes Rad.“ |
| Grafschaft Diepholz            | Grafschaft Hoya                                | Genehmigt durch den Niedersächsischen Minister des Innern am 1. Oktober 1951: „Gespalten und vorne geteilt von Gold und Blau; oben ein schreitender, blau bewehrter roter Löwe, unten ein golden bewehrter rot gezungter silberner Adler; hinten zwei aufrechte, abgewendete rot bewehrte schwarze Bärentatzen, unten verbunden durch ein Stück schwarzen Bärenfells.“ Zum 1. August 1977 wurde der Landkreis Grafschaft Diepholz mit dem westlichen Teil des Landkreises Grafschaft Hoya zum neugebildeten Landkreis Diepholz zusammengeschlossen.                                                                                |
| Grafschaft Hoya                | Wappen des Landkreises Grafschaft Hoya         | Genehmigt durch das preußische Staatsministerium am 2. April 1928: „In Gold zwei aufrechte, abgewendete rot bewehrte schwarze Bärentatzen, unten verbunden durch ein Stück schwarzen Bärenfells.“ Zum 1. August 1977 wurde der Landkreis Grafschaft Hoya aufgelöst; seine Gemeinden wurden zwischen den Landkreisen Nienburg/Weser, Oldenburg und dem neugebildeten Landkreis Diepholz aufgeteilt. |
| Grafschaft Schaumburg          | Wappen des Landkreises Grafschaft Schaumburg   | Der Landkreis führte das Wappen der Schauenburger Grafen fort; Genehmigsdatum nicht mehr feststellbar: „In Rot eine silbernes Nesselblatt.“ Zum 1. August 1977 wurde der größte Teil des Landkreises Grafschaft Schaumburg mit dem Landkreis Schaumburg-Lippe zum neugebildeten Landkreis Schaumburg zusammengefasst. |
| Hannover 1885–1932             |                                                | Das Wappen zeigte zwei Löwen |
| Hannover 1932–1974             |                                                | Genehmigt durch das Preußische Staatsministerium am 15. April 1935: „Gespalten, vorn in Rot zwei blaubewehrte und -bezungte, aus dem Spalt hervorbrechende, goldene Löwen, hinten von Blau und Rot fünfmal geteilt und das Ganze mit einem steigenden, goldbekrönten, -bewehrten und -bezungten, silbernen Löwen belegt.“ |
| Hannover 1974–2001             |                                                | Genehmigt durch den Niedersächsischen Minister des Innern am 19. Dezember 1974: „Rot und Gold geteilt, oben ein blaubewehrter, goldener Löwe, unten ein rotbewehrter, blauer Löwe, beide schreitend.“ |
| Hildesheim-Marienburg bis 1974 | Wappen des Landkreises Hildesheim-Marienburg   | Genehmigt durch britische Militärregierung am 10. Oktober 1946: „Geviert; 1 und 4 fünfmal geteilt von Rot und Gold; 2 in Grün ein silberner Hirschkopf, zwischen den Stangen ein goldenes Kreuz; 3 in Grün ein silbernes Gebäude.“ 1946 vergrößerte sich der frühere Landkreis Hildesheim durch die Eingliederung des Kreises Marienburg. Zum 1. März 1974 wurde der größte Teil des Landkreises Hildesheim-Marienburg mit der bislang kreisfreien Stadt Hildesheim zum neugebildeten Landkreis Hildesheim zusammengeschlossen. |
| Land Hadeln bis 1977           | Wappen des Landkreises Land Hadeln             | Wappenannahme am 31. März 1931, in Einzelheiten geändert am 1. Juli 1958: „Über schwarzem Schildfuß in Grün der der stehende Bischof Nikolaus in golden bordiertem grünem Meßgewand und silbernem Chorhemd, auf dem Haupt eine grüne Mitra; die Rechte ist segned erhoben, die Linke hält einen silbernen Bischofsstab mit einer goldenen Rose in der Krümme.“ Zum 1. August 1977 wurden die Landkreise Land Hadeln und Wesermünde mit der kreisfreien Stadt Cuxhaven zum neugebildeten Landkreis Cuxhaven zusammengeschlossen. |
| Lehe bis 1932                  | Wappen des Landkreises Lehe                    | Genehmigt durch das Preußische Staatsministerium am 16. Juni 1928: 1932 wurden die Landkreise Lehe und Geestemünde zum neugebildeten Landkreis Wesermünde zusammengeschlossen. |
| Linden 1885–1932               |                                                | Das Wappen zeigte einen steigenden bekrönten Löwen |
| Lingen 1885–1977               | Wappen des Landkreises Lingen                  | Genehmigt durch das Preußische Staatsministerium am 11. Oktober 1935: „Unter goldenem Schildhaupt, darin nebeneinander drei natürliche gestielte grüne Seeblätter, in Blau ein goldener Anker.“ Zum 1. August 1977 wurden die Landkreise Aschendorf-Hümmling, Meppen und Lingen zum neugebildeten Landkreis Emsland zusammengeschlossen. |
| Lüchow bis 1932                | Wappen des Landkreises Lüchow                  | Genehmigt durch das Preußische Staatsministerium ????: „.“ Zum 1. Oktober 1932 wurden die beiden 1885 gebildeten preußischen Landkreise Dannenberg und Lüchow zum neugebildeten Landkreis Dannenberg zusammengeschlossen, der 1951 in Landkreis Lüchow-Dannenberg umbenannt wurde. |
| Melle bis 1972                 | Wappen des Landkreises Melle                   | Genehmigt durch das preußische Staatsministerium am 25. Oktober 1935: „In Grün eine silberne Burg mit Kirche.“ Zum 1. Juli 1972 wurde der Landkreis Melle mit den Landkreisen Bersenbrück, Osnabrück und Wittlage zum neugebildeten Landkreis Osnabrück zusammengeschlossen. Alle Gemeinden des Landkreises wurden in der Stadt Melle vereinigt. |
| Meppen 1885–1977               | Wappen des Landkreises Meppen                  | Genehmigt durch den Niedersächsischen Minister des Innern am 25. Juni 1957: „In Rot ein goldener Wellengöpel, der unten eine goldene heraldische Rose einschließt.“ Zum 1. August 1977 wurden die Landkreise Aschendorf-Hümmling, Meppen und Lingen zum neugebildeten Landkreis Emsland zusammengeschlossen. |
| Münden bis 1973                | Wappen des Landkreises Münden                  | Genehmigt durch den Niedersächsischen Minister des Innern am 12. Januar 1949: „Durch einen silbernen Göpel gespalten und geteilt; vorne in Blau ein linksgewendeter mehrfach von Silber und Rot geteilter, golden bewhrter Löwe, hinten in Rot ein blau bewehrter goldener Löwe; unten in Rot zwishcen zwei unten verbundenen, außen mit fünf Kugeln besteckten, sichelförmigen silbernen Hörnern eine golden gekrönte silberne Säule, vor ihr ein laufendes silbernes Roß.“ Zum 1. Januar 1973 wurde der Landkreis Münden mit den Landkreisen Göttingen und Duderstadt zum neugebildeten Landkreis Göttingen zusammengeschlossen. |
| Neustadt am Rübenberge         |                                                | Genehmigt durch das Preußische Staatsministerium am 27. Juli 1934: „Gespalten; vorne in Blau drei rote Balken, überdeckt mit einem golden bewehrten silbernen Löwen; hinten in Blau ein aufrechtes silbernes Büffelhorn.“ Zum 1. März 1974 wurde der Landkreis Neustadt am Rübenberge aufgelöst und mit den bisherigen Landkreisen Burgdorf, Hannover und Springe zum neugebildeten Landkreis Hannover zusammengeschlossen. |
| Norden bis 1977                | Wappen des Landkreises Norden                  | Genehmigt durch den niedersächsischen Minister des Inneren am 3. November 1948: „In Silber links eine aud dem untern Schildrand wachsende blau Windmühle; an einer aus dem Dach ragenden stange hängend ein von Blau und gold gespaltener Schilc; darin vorne eine halebr silberner Adler am Spalt begleitet von drei pfahlweise gestellten sechsspitzigen goldenen Sporenrädchen, hinten unter einem blauen Sieltor drei blaue Wellebalken.“ Zum 1. August 1977 wurden die bisherigen Landkreise Norden und Aurich (Ostfriesland) zum neugebildeten Landkreis Aurich zusammengeschlossen.                                         |
| Oldenburg 1946–1965            | Wappen des Landkreises Oldenburg               | Ohne offizielle Verleihung hatte der Landkreis Oldenburg ab 1946 wegen der Tradition das Wappen des damals mit Niedersachsen vereinigten Freistaats Oldenburg fortgeführt: „Geviert; Feld 1 und 4: in Gold je zwei rote Balken, Feld 2 und 3: in Blau ein goldenes Nagelspitzkreuz.“ |
| Osterode am Harz               | Wappen des Landkreises Osterode am Harz        | Genehmigt durch das Preußische Staatsministerium am 4. Juli 1936: „Geteilt von Rot und Blau: oben ein schreitender, herschauender, blau bewehrter goldener Löwe; unten ein rot bewehrter goldener Löwe.“ |
| Rotenburg (Wümme) 1885–1977    |                                                | Genehmigt durch das Preußische Staatsministerium am 15. Juli 1929: „Über grünem Schildfuß, darin ein silberner Wellenbalken, in Silber ein golden gekrönter blau bewehrter roter Löwe, der in der rechten Vorderpranke ein schwarzes Nagelspitzkreuz hält.“ Zum 1. August 1977 wurden die beiden Landkreise Bremervörde und Rotenburg (Wümme) zum neugebildeten Landkreis Rotenburg (Wümme) zusammengeschlossen. |
| Schaumburg-Lippe 1948–1977     |                                                | Angenommen vom Kreitag durch Aufnahme in die Hauptsatzung 1948: „In Rot ein silbernes Nesselblatt, aufgelegt eine rote heraldische Rose mit goldenem Butzen und goldenen Kelchblättern.“ Der Landkreis Schaumburg-Lippe entstand 1948 aus der Vereinigung der Kreise Stadthagen und Bückeburg und führte das Wappen des Freistaats Schaumburg-Lippe fort. Zum 1. August 1977 wurde der Landkreis Schaumburg-Lippe mit dem größten Teil des Landkreises Grafschaft Schaumburg zum neugebildeten Landkreis Schaumburg zusammengefasst.                                                                                               |
| Soltau bis 1977                | Wappen des Landkreises Soltau                  | Genehmigt durch das Preußische Staatsministerium am 19. April 1934: „Geteilt von Gold und Silber; oben ein wachsender, rot bewehrter blauer Löwe, unten ein schwebendes schwarzes Nagelspitzkreuz.“ Zum 1. August 1977 wurden die beiden Landkreise Soltau und Fallingbostel zum neugebildeten Landkreis Soltau-Fallingbostel zusammengeschlossen, der zum 1. August 2011 in Landkreis Heidekreis umbenannt wurde. |
| Springe                        |                                                | Genehmigt durch das Preußische Staatsministerium am 30. April 1930: „In Silber drei, zwei zu eins gestellte rote heraldische Rosen mit goldenen Butzen.“ |
| Wesermünde bis 1977            | Wappen des Landkreises Wesermuende             | Genehmigt durch das Preußische Staatsministerium am 9. Januar 1939: „Über von Rot und Silber im Wellenschnitt geteilten Schildfuß in Gold eine wachsende grüne Eiche.“ Zum 1. August 1977 wurden die Landkreise Wesermünde und Land Hadeln mit der kreisfreien Stadt Cuxhaven zum neugebildeten Landkreis Cuxhaven zusammengeschlossen. |